# Asarkina biroi
Asarkina biroi är en tvåvingeart som beskrevs av Mario Bezzi 1908. Asarkina biroi ingår i släktet Asarkina och familjen blomflugor. Inga underarter finns listade i Catalogue of Life.